# The Wild Ones
The Wild Ones este cel de-al șaptelea single al trupei Suede, lansat pe 14 noiembrie 1994, și cel de-al doilea single de pe cel de-al doilea album, Dog Man Star. Ca și single-ul anterior, „We Are the Pigs”, „The Wild Ones” s-a clasat pe 18 în Marea Britanie.
Este unul dintre puținele cântece Suede pe care Brett Anderson le interpretează mereu în timpul concertelor sale, fiind unul dintre preferatele lui, împreună cu „Saturday Night” și cu B-side-urile „He's Dead” și „My Dark Star”.
B-side-ul „Modern Boys” apare pe ediția americană a albumului Dog Man Star. Single-ul conține și o versiune a piesei „Introducing the Band”, realizată de Brian Eno.

## Lista melodiilor

### CD1

Coperta single-ului „The Wild Ones”, CD 2

1. „The Wild Ones”
2. „Modern Boys”
3. „This World Needs a Father”

### CD2
1. „The Wild Ones”
2. „Eno's Introducing the Band”
3. „Asda Town”

### Ltd. 12"
1. „The Wild Ones”
2. „Eno's Introducing the Band”

## Despre videoclip
Videoclipul este regizat de către Howard Greenhalgh, și debutează cu imaginea solistului Brett Anderson plimbându-se pe o stradă înconjurată de câmp. Imaginea aceasta predomină de-a lungul clipului, fiind intercalată cu cadre în care personajele stau încremenite în diverse posturi. Prima este o imagine cu Anderson și o fată (care o reprezintă pe iubita lui), bătându-se cu perne. A doua e cu o sufragerie în care se află fata și membrii trupei: fata ține un radio în mână, Richard Oakes și Mat Osman stau la televizor cu mâinile în aer, într-o explozie întreruptă de bucurie, Simon Gilbert aruncă în aer niște cărți de joc). Anderson apare de două ori în cadru, întâi pe canapea, nemișcat, și pe jos, acolo unde cântă. Următoarea imagine este cu Anderson și cu fata în baie, cu baloane de săpun plutind prin aer. Și în acest cadru Anderson apare de două ori. Este arătat și un picnic în grădină (Oakes și Osman joacă fotbal, Gilbert este la masă, turnându-și o băutură în pahar). În anumite momente, Brett trece în drumul său solitar pe câmpie pe lângă colegii lui, pe lângă fată, și chiar pe lângă el însuși. La sfârșit, este arătat îmbrățișându-se cu fata. De altfel, singurele personaje care se mișcă pe parcursul videoclipului sunt ei doi, deși cu ea există mult mai puține imagini de acest gen.
Videoclipul a fost filmat la Dartmoor, pe o vreme ploioasă și extrem de răcoroasă. În ciuda faptului că le era foarte frig, membrii trupei au trebuit să se supună scenariului și să stea nemișcați pe parcursul filmărilor. Dacă privitorul se uită cu atenție la scena picnicului, atunci când Gilbert e arătat turnându-și ceva în pahar, poate observa că femeia blondă de lângă el clipește.

## Poziții în topuri
- 18 (Marea Britanie)